# Џенифер Гарнер
Џенифер Ен Гарнер (енгл. Jennifer Anne Garner; Хјустон, 17. април 1972) америчка је глумица.
Гарнер је стекла признање за своју главну улогу у улози официра ЦИА-е Сидни Бристоу у телевизијској серији Еј-Би-Си-а Алијас (2001–2006). За свој рад на серији, освојила је Златни глобус за најбољу глумицу – драма у телевизијској серији и награду Удружења глумаца за најбољу глумицу у телевизијској драми, поред четири узастопне номинације за награду Еми за најбољу главну глумицу у драмској серији. Добила је додатне похвале за свој наступ у романтичној комедији Данас 13, сутра 30 (2004), а наставила је да глуми Електру у суперхеројским филмовима Дердевил (2003), Електра (2005) и Дедпул и Вулверин (2024). Комерцијални успех је наставила да постиже наступима у комедији-драми Џуно (2007), и романтичним комедијама Духови прошлих девојака (2009) и Дан заљубљених (2010).
Гарнер је имала главне филмске улоге у фантастичној комедији Откриће лагања (2009), фантастичној драми Чудан живот Тимотија Грина (2012) и биографској драми Пословни клуб Далас (2013), од којих јој је последња донела номинацију за награду Удружења филмских глумаца за изванредну глумачку улогу у филму. Наставила је да глуми у породичној комедији Александар и страшни, Ужасно, Недобар, Веома лош дан (2014), драми Чуда са неба (2016), романтичној комедији-драми С љубављу, Сајмон (2018), ХБО комедији серија Камповање (2018), акциони трилер Пеперминт (2018) и акциона комедија Пројекат Адам (2022). Гарнер је такође продуцирао и глумио у комедији Путер (2011) и породичној авантури ДА дан (2021).

## Биографија
Гарнер је рођена 17. априла 1972. у Хјустону у Тексасу, али се са три године преселила у Чарлстон у Западној Вирџинији. Њен отац, Вилијам Џон Гарнер, радио је као хемијски инжењер; њена мајка, Патриша Ен Инглиш, била је домаћица, а касније наставница енглеског на локалном колеџу. Има две сестре. Гарнер је себе описала као типично средње дете које је настојало да се разликује од своје успешне старије сестре. Док Гарнер није одрастала у политички активном домаћинству, њен отац је био „веома конзервативан”, а мајка „потајно плава” (симпаризер демократа). Сваке недеље је похађала локалну уједињену методистичку цркву и ишла у библијску школу. Као тинејџерке, она и њене сестре нису смеле да се шминкају, фарбају нокте, буше уши или фарбају косу; и нашалила се да је њена породица „преузимање света“ била „практично амишка“. Похађала је средњу школу Џорџ Вашингтон у Чарлстону. 1990. Гарнер се уписала на Универзитет Денисон у Гранвилу, где је променила свој смер са хемије на позориште и био је члан сестринства Пи Бета Фи. Током лета на колеџу, радила је у летњем позоришту.  Године 1994. дипломирала је ликовну позоришну представу.

## Каријера

### 1990-е
Као студент, Гарнер је глумила у летњем позоришту. Поред тога, Гарнер је помогала у продаји карата, прављењу сетова и чишћењу просторија. Гарнер се преселила у Њујорк 1995. Током своје прве године у граду, Гарнер је зарађивала 150 долара недељно, и први пут се појавила на малом екрану у романтичној мини серији Зоја. Након пресељења у Лос Анђелес 1997. године, Гарнер је добила своју прву главну улогу у телевизијском филму Роуз Хил. Појавила се у комедији Господин Магу, независној драми 1999. и Хари ван себе Вудија Алена, иако је већи део њене улоге изрезан из филма.

## Филмографија
| Улоге Џенифер Гарнер |                         |               |                                    |          |
| Година               | Српски назив            | Изворни назив | Улога                              | Напомена |
| 1995.                |                         |               | Саша                               |          |
| 1996.                |                         |               | Сара Тројер                        |          |
| 1996.                | Мртав човек хода        |               | Клара Форсит                       |          |
| 1997.                |                         |               | -                                  |          |
| 1997.                |                         |               | Мери Роуз Клејборн/Викторија Елиот |          |
| 1997.                | Хари ван себе           |               | жена у лифту/Харијев лик           |          |
| 1997.                |                         |               | Меријан Алмонд                     |          |
| 1997.                | Господин Магу           |               | Стејси Сампанаходитра              |          |
| 1998.                | 1999                    |               | Аналбел                            |          |
| 1998.                |                         |               | Нел                                |          |
| 1999.                |                         |               | Роми Саливан                       |          |
| 1999.                |                         |               | Дајана Агостини                    |          |
| 2000.                | Батице, где су ми кола? |               | Ванда                              |          |
| 2001.                | Перл Харбор             |               | сестра Сандра                      |          |
| 2001.                |                         |               | Кили Бредшо                        |          |
| 2001−2006            | Алијас                  |               | Сидни Бристоу                      |          |
| 2002.                | Ухвати ме ако можеш     |               | Шерил Ен                           |          |
| 2003.                | Дердевил                |               | Електра Начиос                     |          |
| 2004.                | Данас 13 сутра 30       |               | Џена Ринк                          |          |
| 2005.                | Електра                 |               | Електра Начиос                     |          |
| 2006.                | Шарлотина мрежа         |               | Сузи                               | глас     |
| 2006.                | Узми и остави           |               | Греј                               |          |
| 2007.                | Краљевство              |               | Џанет Мејес                        |          |
| 2007.                | Џуно                    |               | Вансеса Лоринг                     |          |
| 2009.                | Све моје бивше          |               | Џени Пероти                        |          |
| 2010.                | Дан заљубљених          |               | Џулија Фицпатрик                   |          |
| 2011.                | Путер                   |               | Лаура Пиклер                       |          |
| 2018.                | С љубављу, Сајмон       |               | Емили Спир                         |          |
| 2018.                | Пеперминт               |               | Рајли Норт                         |          |
| 2022.                | Пројекат Адам           |               | Ели Рид                            |          |
| 2024.                | Дедпул и Вулверин       |               | Електра Начиос                     |          |